# ديانا فاخوري
ديانا فاخوري هي مذيعة ومراسلة لبنانية تقدم الأخبار في قناة القاهرة و الناس. وإم تي في.
الدراسة : الجامعة اللبنانية 
اللغات: عربي فرنسي انكليزي
اعمالها: مراسلة في تلفزيون المستقبل
مقدمة نشرة الاخبار في MTV لبنان

## حياتها الشخصية
في تاريخ 20 يوليو 2023، الذي يصادف ذكرى ميلادها ال42، أعلنت ديانا ارتباطها بمؤسس إذاعة صوت بيروت الدولية جيري ماهر.